# Dropbear
Dropbear stellt eine (ebenfalls freie) Alternative zum OpenSSH-Server und -Client dar. Dropbear wurde von Matt Johnston für Arbeitsumgebungen ausgelegt, die wenig Speicher- und/oder Prozessorressourcen zur Verfügung stellen (wie eingebettete Systeme). Es ist eine Kernkomponente von OpenWRT und vergleichbaren Router-Betriebssystemen.

## Eigenschaften
Dropbear stellt eine vollständige Implementierung des SSH-2-Protokolls dar – sowohl die des Clients als auch des Servers. Die Version 1 des SSH-Protokolls wurde nicht implementiert: Dies dient dazu, einen schlanken Ausführungsprogrammcode zu erhalten, Betriebsmittel zu sparen und bekannte Sicherheitsrisiken in SSH Version 1 zu umgehen.
Ab Version 2013.61test werden elliptische Kurven für den Schlüsselaustausch unterstützt.